# Омран Хайдарі
Ахмад Омран Хайдарі (перс. احمد عمران حیدری; нар. 13 січня 1998, Мазарі-Шариф, Афганістан) — афганський футболіст, півзахисник польського клубу «Лехія» (Гданськ) та національної збірної Афганістану.

## Клубна кар'єра

### Ранні роки
Футболом розпочав займатися у 6-річному віці в дитячому клубі МСП'03 з Герлена, на північному сході Нідерландів. У 2007 році перейшов до академії «Роди» (Керкраде). У віці 15 років підписав професіональний контракт з цим клубом і продовжував виступати в юніорських командах.

### «Еммен»
У липні 2017 року, по завершенні юнацького контракту з «Родою», перейшов вільним агентом до «Еммена». Дебютував в Еерстедивізі за «Еммен» 15 вересня 2017 року в поєдинку проти «Неймегена». Дебютним голом за нову команду відзначився 29 вересня 2017 року в нічийному (2:2) виїзному поєдинку проти «Де Графсхапа». Відзначився голом на 67-й хвилині після передачі Кезії Вендропа. 19 квітня 2018 року контракт Хайдарі з «Емменом» розірвали за взаємною згодою.

### «Дордрехт»
Вільним агентом перебував протягом п'яти днів, після чого «Дордрехт» запропонував йому контракт. Дебютував за нову команду в чемпіонаті 24 серпня 2018 року в програному (2:5) виїзному поєдинку проти «Йонг Аякс». Дебютним голом у чемпіонаті відзначився 21 вересня 2018 року в програному (1:2) виїзному поєдинку проти «Маастрихта». Омран забив м'яч на 91-й хвилині після передачі Мартена Пейненбурга. 31 січня 2019 року Хайдарі домовився про розірвання контракту за взаємною згодою.

### Кар'єра в Польщі
На початку сезону 2019/20 років приєднався до польського клубу «Олімпія» (Грудзьондз). 26 липня 2019 року в дебютному матчі за нову команду проти «Хробри» (Глоглув) відзначився хет-триком. У січні 2020 року «Лехія» (Гданськ) викупила контракт афганця за 125 000 євро. У футболці «Лехії» дебютував 1 березня 2020 року в поєдинку проти «Корони» (Кельце), вийшовши у стартовому складі на позиції правого вінгера. У липні 2022 року перейшов до складу "Арки" з Гдині, головного суперника "Лехії". Сезон для футболіста виявився вдалим, адже тільки за перших 14 матчів йому вдалося забити 9 голів.

## Кар'єра в збірній

### Афганістан (U-23)
У березні 2019 року зіграв 3 матчі у складі збірної Афганістану U-23 в кваліфікації молодіжного чемпіонату Азії, в якому був капітаном команди.

### Національна збірна
У футболці національної збірної Афганістану дебютував 19 серпня 2018 року в нічийному (0:0) поєдинку проти Палестини.. 7 червня 2019 року в матчі проти Таджикистану (1:1) відзначився дебютним голом за національну команду.

### Матчі за збірну
| Дата       | Місто | Господарі  | Результат | Гості     | Турнір           | Голи | Примітки |
| ---------- | ----- | ---------- | --------- | --------- | ---------------- | ---- | -------- |
| 19-08-2018 | Кабул | Афганістан | 0 – 0     | Палестина | товариський матч | -    |          |
| Усього     |       | Матчів     | 1         |           | Голів            | 0    |          |

### Голи за збірну
Рахунок та результат збірної Афганістану в таблиці подано на першому місці.
| №  | Дата          | Місце                       | Суперник    | Рахунок | Результат | Змагання         |
| -- | ------------- | --------------------------- | ----------- | ------- | --------- | ---------------- |
| 1. | 7 червня 2019 | Памір, Душанбе, Таджикистан | Таджикистан | 1–0     | 1–1       | Товариський матч |

## Особисте життя
Народився 1998 року в Мазарі-Шарифі, але його сім'я постійно проживала в Кабулі. У 2-річному віці переїхав з батьками до Герлена, в Нідерландах. Має афганське та нідерландське громадянство.

## Статистика виступів

### Клубна
| Сезон                    | Клуб                   | Змагання     | Змагання | Змагання | Кубок | Кубок | Інші турніри | Інші турніри | Загалом | Загалом |
| Сезон                    | Клуб                   | Змагання     | Матчі    | Голи     | Матчі | Голи  | Матчі        | Голи         | Матчі   | Голи    |
| ------------------------ | ---------------------- | ------------ | -------- | -------- | ----- | ----- | ------------ | ------------ | ------- | ------- |
| 2017/18                  | «Еммен»                | Еерстедивізі | 15       | 4        | 1     | 0     | 0            | 0            | 16      | 4       |
| 2018/19                  | «Дордрехт»             | Еерстедивізі | 16       | 2        | 1     | 0     | –            | –            | 17      | 2       |
| 2019/20                  | «Олімпія» (Грудзьондз) | I ліга       | 20       | 12       | 0     | 0     | –            | –            | 20      | 12      |
| 2019/20                  | «Лехія» (Гданськ)      | Екстракляса  | 8        | 4        | 1     | 1     | –            | –            | 9       | 5       |
| Станом на 22 серпня 2020 |                        |              |          |          |       |       |              |              |         |         |